# Michelhausen
Michelhausen är en ort och kommun  i Österrike. Den ligger i distriktet Tulln och förbundslandet Niederösterreich, 32 km nordväst om huvudstaden Wien.
Kommunen består av åtta orter (Ortschaften) (inom parentes invånarantal 1 januari 2024):
- Atzelsdorf (336)
- Michelhausen (1 387)
- Michelndorf (277)
- Mitterndorf (239)
- Pixendorf (1 227)
- Rust im Tullnerfeld (485)
- Spital (101)
- Streithofen (182)